# Clopas
 (novembre 2022).

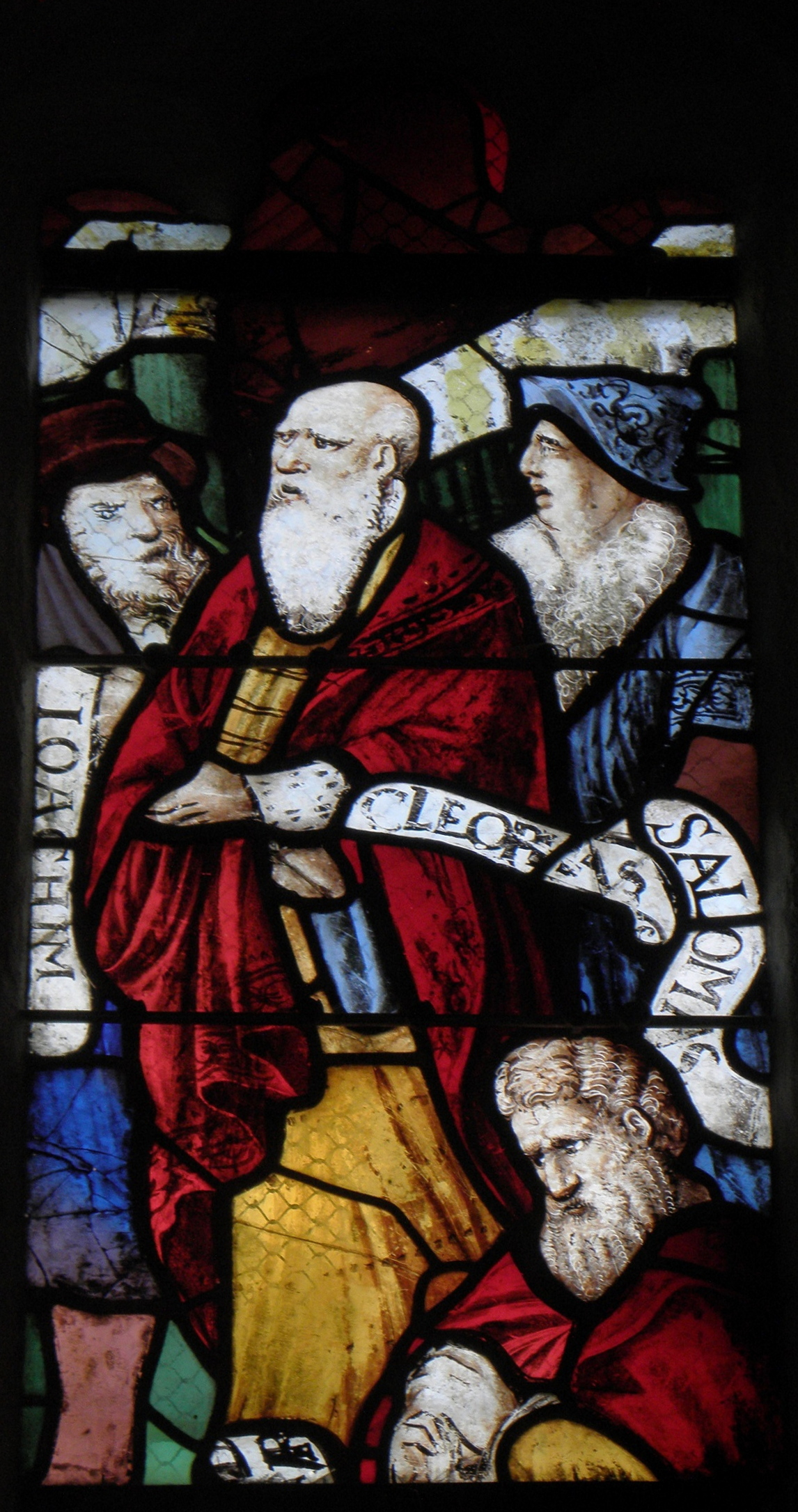
Les époux de sainte Anne, Joachim, Cléophas et Salomas. Vitrail de la chapelle Saint-Fiacre du Faouët, Morbihan, France.

Dans la tradition chrétienne, Clopas ou Cléophas, est frère ou demi-frère de Joseph, et époux de Marie, l'une des trois Saintes Femmes. Avec elle, il a deux fils: Jacques le Mineur et Joset. C'est Marie Jacobé qui est présente près de la croix de Jésus dans les évangiles selon Marc et selon Matthieu. Dans l'évangile selon Jean, elle est appelée « Marie femme de Clopas » (Jn 19:25), il est précisé qu'elle est la sœur de la mère de Jésus, mais les noms de ses fils ne sont pas mentionnés. 
La proximité de ces prénoms avec trois des quatre frères de Jésus: « Jacques, Joseph (ou Joset), Jude (ou Judas) et Simon » a conduit Jérôme de Stridon à proposer au IVe siècle de faire de Clopas et de sa femme les parents de Jacques.

## Les sources chrétiennes

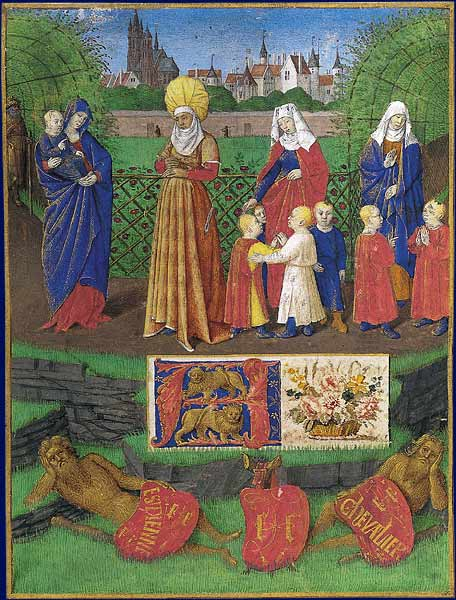
Sainte Anne et les Trois Maries.

Le nom de Clopas est cité dans l'Évangile selon Jean : 
« Près de la croix de Jésus se tenaient sa mère et la sœur de sa mère, Marie femme de Clopas et Marie de Magdala.» (Jn 19, 25) .
D'après Hégésippe, cité par Eusèbe de Césarée, Clopas est le frère de Joseph, et donc l'oncle de Jésus (Hist. eccl. 3, 11). L'auteur indique aussi qu'il est le père de Siméon Ier de Jérusalem : 

« Tous, d'une seule pensée, décidèrent que Siméon, fils de Clopas, qui est mentionné dans le livre de l'Évangile, était digne du siège de cette Église : il était, dit-on, cousin du Sauveur. Hégésippe raconte en effet que Clopas était le frère de Joseph »

— Eusèbe de Césarée Hist. eccl. 3, 11
Un texte attribué à Hippolyte de Rome (Hippolyte sur les douze apôtres) indique que le nom juif de Clopas aurait été Jude qui est un diminutif de Judas :

« Simon le Zélote, le fils de Clopas, qu'on appelle aussi Jude, devint évêque de Jérusalem après Jacques le Juste et il s'endormit dans la mort et fut enterré là à l'âge de 120 ans. »

Cette citation nous apprend aussi que Siméon Ier de Jérusalem aurait lui aussi été surnommé « le Zélote ». Il ne faut pas confondre le deuxième évêque de Jérusalem crucifié par les Romains dans cette ville en 107/108, ou 115-117, avec l'apôtre Simon le Zélote exécuté de l'autre côté de l'Euphrate plusieurs décennies auparavant.
Selon la Légende dorée, sainte Anne aurait épousé en second mariage Cléophas, frère de Joseph. De cette union serait née Marie Jacobé. Marie Jacobé aurait épousé Alphée et aurait donné naissance à quatre fils : "Jacques le mineur, Joseph le juste, qui est le même que Barsabas, Simon et Jude".

## Problèmes d'identification
- Clopas est rattaché à Cléophas, l'un des deux disciples d'Emmaüs qui dans l'évangile selon Luc rencontre Jésus ressuscité à Emmaüs (Luc 24:18). Les deux noms sont des formes dérivées de Κλεοπατρος, Kleopâtros, qui signifie « au père glorieux » (cf. le nom Cléopâtre). L'historien Thierry Murcia, qui consacre un chapitre de son ouvrage sur Marie Madeleine à cette question[4], estime qu'il s'agit très vraisemblablement d'un seul et même personnage. Il écrit notamment :

« Clopas et Cléopas ne sont mentionnés qu’une seule fois dans toute la Bible : le premier chez Jean (Jean 19, 25), le second chez Luc (Luc 24, 18), dans les deux cas à la fin de l’Évangile. Il s’agit de deux noms rarissimes dont il n’existe – sous cette forme – aucune autre occurrence antérieure à la rédaction des évangiles ».
Dans la tradition chrétienne, Cléophas est l'un des trois maris d'Anne, la grand-mère maternelle de Jésus. Avec Anne, Cléophas a une fille, Marie Jacobé qui se marie avec Clopas, un frère ou un demi-frère de Joseph. Avec elle, Clopas a deux fils: Jacques le Mineur et Joset.
- Clopas est parfois orthographié Cléopas[6]. Cléopas étant une forme masculine du nom Κλεοπατρος, Kleopâtros (Cléopâtre), Clopas pouvant être sa forme araméenne. L'existence de ces deux formes, très proche de Cléophas, le nom du père de Marie Jacobé est un élément de plus qui a pu conduire aux confusions que nous connaissons au sujet des frères et cousins de Jésus.

- Pour soutenir sa thèse Jérôme de Stridon a proposé de voir un autre nom du père de Jacques le Juste dans le mot Alphée qui dans les évangiles suit le nom de Jacques et Lévi-Matthieu (l'apôtre Matthieu). En effet, suivant l'usage de rédaction en vigueur à l'époque Jacques Alphée ou Lévi Alphée peuvent s’interpréter comme Jacques [fils d'] Alphée et Lévi [fils d'] Alphée. Toutefois, Alphée pourrait tout aussi bien être un titre donné à Jacques et à Lévi (Matthieu). Alphée est ainsi devenu un autre nom pour désigner Clopas, sans toutefois faire de l'apôtre Matthieu le frère de Jacques le Juste. Cette identification faite par saint-Jérôme est partie intégrante de sa thèse dans laquelle les « frères de Jésus » sont en fait des cousins et qui a été adoptée par les églises occidentales. C'est la raison pour laquelle certains auteurs identifient Clopas à Alphée. Cette identification est parfois justifiée par une proximité qui existerait entre le grec Klopas et l'araméen Halpay ou  'Alpay  (cf. Dictionnaire encyclopédique de la Bible, Brepols, 2002), toutefois les étymologistes estiment plutôt que Clopas vient du grec Κλεοπατρος, Kleopâtros, (Cléopâtre) qui n'a pas de rapport avec le mot aramaéen Halpay.

- Dans son livre, The Jesus Dynasty, l'historien biblique James Tabor postule que Clopas est le second époux de Marie, mère de Jésus. Tabor explique que si Joseph est mort jeune, comme son absence dans les écrits le suggère, alors il pourrait, selon la tradition juive du lévirat, avoir épousé la veuve de son frère. Cette hypothèse n'est justifiée par aucun texte et même est contradictoire avec celui de Jn 19, 25 « Près de la croix de Jésus se tenaient sa mère et la sœur de sa mère, Marie de Clopas, et Marie de Magdala », dans lequel la mère de Jésus et Marie de Clopas sont deux personnes différentes qui se trouvaient toutes deux près de la croix. Par ailleurs le lévirat concerne les veuves sans enfant mâle.